# Tanja Schulte
Tanja Schulte (* 5. April 1975 in Bochum) ist eine deutsche Fußballtrainerin und ehemalige Fußballspielerin. Sie trainierte von 2010 bis 2018 die Frauenmannschaft des BV Cloppenburg, mit der sie 2013 in die Fußball-Bundesliga aufstieg.

## Karriere als Spielerin
Schulte begann ihre Laufbahn 1985 beim TuS Harpen und stieg mit der Mannschaft 1998 in die Verbandsliga Westfalen auf. 1999 wechselte sie zur SG Wattenscheid 09 in die damals zweitklassige Regionalliga West, wo sie bis 2003 aktiv war.

## Karriere als Trainerin
Bereits während ihrer aktiven Zeit trainierte Schulte die B-Juniorinnen ihres Heimatvereins TuS Harpen. Anfang 2005 wurde sie als Nachfolgerin von Peter Scheuren Cheftrainerin der SG Wattenscheid 09 in der 2. Bundesliga. 2007 führte Schulte die Wattenscheiderinnen zum Aufstieg in die Bundesliga, wurde jedoch bereits nach der Hinrunde der folgenden Saison, im März 2008, entlassen.
Zur Saison 2008/09 wurde Schulte zunächst Co-Trainerin von Björn Kenter beim erstmals in die Bundesliga aufgestiegenen Herforder SV. Nachdem die Mannschaft 2009 wieder in die 2. Bundesliga abgestiegen war, übernahm sie dort den Cheftrainerposten. Mit den Herforderinnen gelang ihr 2010 der direkte Wiederaufstieg in die Bundesliga, wobei die Mannschaft über die gesamte Saison unbesiegt blieb und damit einen neuen Rekord aufstellte. In der kommenden Saison wurde sie nach neun Niederlagen aus neun Spielen entlassen. Seit dem 21. Oktober 2010 ist sie die neue Trainerin beim Frauen-Fußballzweitligisten (Staffel Nord) BV Cloppenburg. Mit den Niedersächsinnen gelang ihr 2013 ihr dritter Bundesligaaufstieg.

## Erfolge
- Aufstieg in die Bundesliga 2007 mit der SG Wattenscheid 09
- Aufstieg in die Bundesliga 2010 mit dem Herforder SV
- Aufstieg in die Bundesliga 2013 mit dem BV Cloppenburg